# Carex ixtapalucensis
Carex ixtapalucensis är en halvgräsart som beskrevs av Anton Albert Reznicek. Carex ixtapalucensis ingår i släktet starrar, och familjen halvgräs. Inga underarter finns listade i Catalogue of Life.